# Macronychus parvulus
Macronychus parvulus är en skalbaggsart som beskrevs av Horn. Macronychus parvulus ingår i släktet Macronychus och familjen bäckbaggar. Inga underarter finns listade i Catalogue of Life.